# Erythrina crista-galli var. crista-galli
Erythrina crista-galli var. crista-galli, llamado comúnmente ceibo común oriental, ceibo común del este, o seibo común del este, es una de las variedades en que está compuesta la especie Erythrina crista-galli o «ceibo del Plata», un árbol de la subfamilia Faboideae originario de América del Sur.

## Características

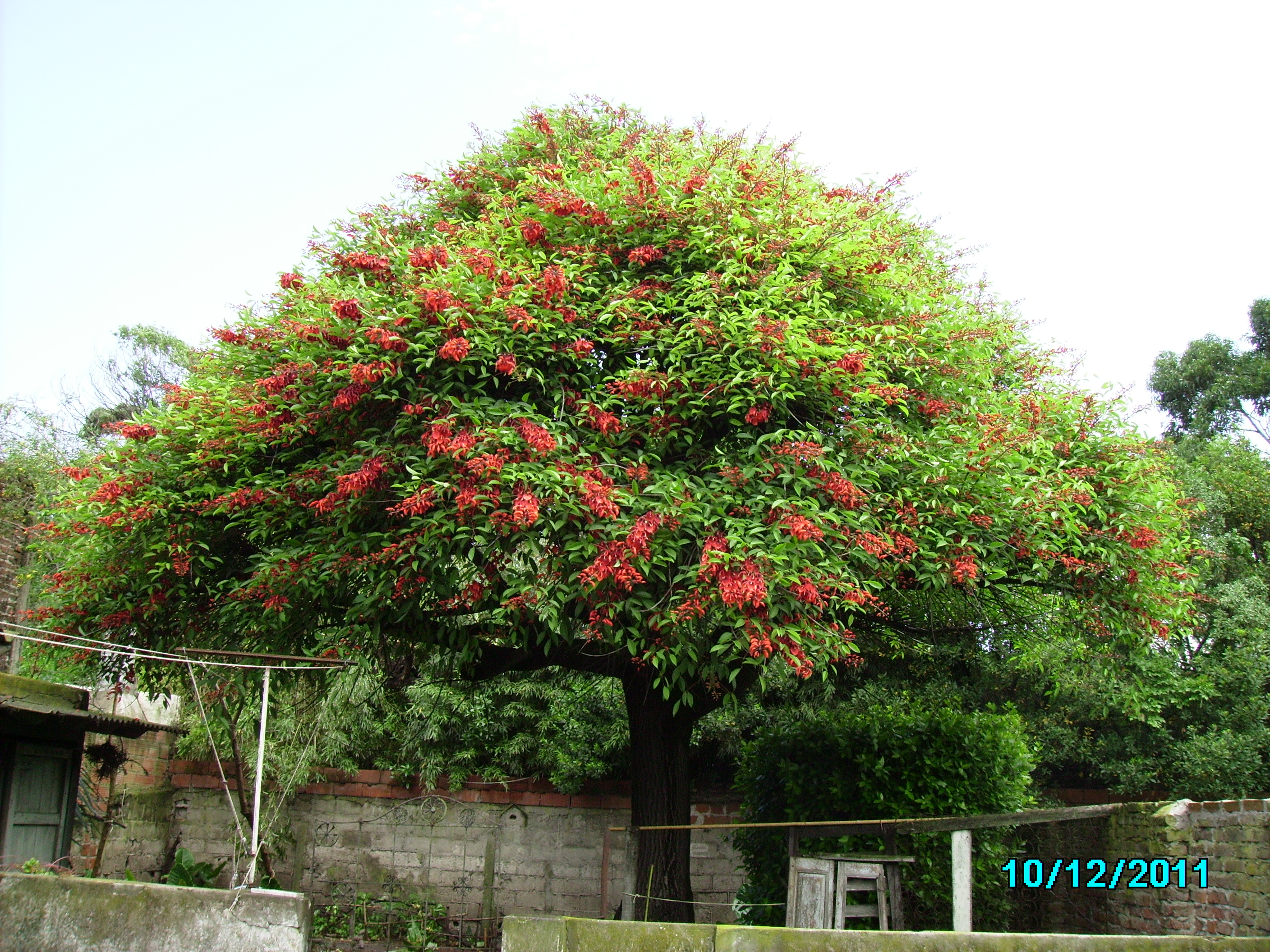
Ceibo del este en Mar del Plata (Argentina).

Es un árbol de porte mediano, con un diámetro de fuste que puede superar el metro, y alturas de entre 5 a 10 m, llegando raramente hasta los 20 m. Su raíz es pivotante, con nudosidades producidas por bacterias nitrificantes que viven en simbiosis, facilitando a esta la absorción del nitrógeno que fijan y de la cual toman las sustancias orgánicas que elabora.
El tallo es leñoso, tortuoso, irregular, de ramas con espinas que forman una capa sin forma definida y mueren tras la floración. Las flores, dispuestas en inflorescencia arracimadas, son pentámeras, completas y de simetría bilateral. Su color es rojo. Las plantas florecen de octubre hasta abril. El cáliz es gamosépalo, como un pequeño dedal de color rojo. Forma con la corola un perianto donde sépalos y pétalos son de color semejante, pero de forma distinta. Su borde se caracteriza por el color marrón que le da aspecto de marchito. La corola, semejante a la de Phaseolus vulgaris, es amariposada, pero se diferencia de esta en que el estandarte, que es el pétalo más grande, se dispone en la parte inferior. Los pétalos llamados alas, son muy pequeños y están prácticamente escondidos dentro del cáliz. Los otros dos pétalos se sueldan a veces parcialmente y forman la quilla o carena, sirviendo de protección a los órganos de reproducción. 
El androceo consta de 10 estambres, uno libre y nueve unidos por sus filamentos (androceo gamostémono). El gineceo, unicarpelar, está entre los estambres soldados, a la manera de un cuchillo en su vaina. El fruto es una legumbre monocárpica, seca, de hasta 20 cm de longitud, de color pardo oscuro. Las semillas, de forma cilíndrica, se disponen espaciadamente en el interior de la vaina. Su color es castaño. El embrión que contienen posee cotiledones hipogeos, que al germinar quedan debajo de la tierra.
En el área de distribución natural, esta variedad florece desde comienzos del mes de septiembre hasta finales de junio, fructificando desde noviembre hasta mayo, aunque no lo hace en todos los años. Si bien es una especie autocompatible, sin entrecruzamiento entre distintos pies la fecundidad baja, con niveles elevados de aborto de flores y frutos, pudiendo sólo el 1 % de las flores generar frutos por vía autogámica.
El ejemplar tipo de Erythrina crista-galli var. crista-galli es de Brasil: "Hábitat in Brasilia". El lectotipo fue designado por A. Howard.

## Diferencias con el ceibo común del noroeste
Las principales diferencias con Erythrina crista-galli var. longiflora son: presenta aguijones recurvados en los pecíolos y raquis; las flores son menores, generalmente con un largo de 3,5 a 5 cm; los pedicelos miden de 1,6 a 3 cm; el cáliz es campanulado, de 8 a 16 mm por 1 a 18 mm; el vexilo es anchamente orbicular u obovado, de 33 a 48 mm; y finalmente la quilla es de color rojo brillante, de 32 a 45 mm.

## Distribución y hábitat
Se distribuye en el centro y norte de la Argentina, el sur del Brasil, Paraguay, el este de Bolivia, y todo el Uruguay, siendo sus flores la flor nacional de la Argentina y Uruguay.
En la Argentina es característica de la región nordeste, abundando en las provincias de: Formosa, Chaco, Misiones, Corrientes, Santa Fe, Entre Ríos, hasta el nordeste de Buenos Aires, llegando por el sur hasta las costas septentrionales de la bahía de Samborombón. 
En el noroeste argentino es muy escaso, presentándose raramente, siempre en poblaciones puras en las llanuras, mayormente en las próximas a los cordones serranos, en las provincias de: Jujuy, Salta, Tucumán, Santiago del Estero, y Catamarca. Tal vez también habite en La Rioja, en sectores fronterizos con Catamarca.
En esta última región se presentan en un área de distribución simpátrica E. c. var. crista-galli y E. c.  var. longiflora, pero viven en poblaciones diferentes, y sólo excepcionalmente lo hacen juntas. Poblaciones E. c. var. crista-galli del noroeste son escasas y de reducida extensión; en cambio las de E. c.  var. longiflora abundan.

## Toxicidad
Las partes aéreas de las especies del género Erythrina pueden contener alcaloides, tales como la eritralina y la erisodina, cuya ingestión puede suponer un riesgo para la salud.

## Uso ornamental
Es cultivado como árbol ornamental en casi todo el mundo. Resulta atractiva para las aves. 